# Крос Сити (Флорида)
Крос Сити (енгл. Cross City) град је у америчкој савезној држави Флорида. По попису становништва из 2010. у њему је живело 1.728 становника.

## Демографија
Према попису становништва из 2010. у граду је живело 1.728 становника, што је 47 (2,6%) становника мање него 2000. године.
| Група             | 2000.         | 2010.         |
| Белци             | 1.245 (70,1%) | 1.186 (68,6%) |
| Афроамериканци    | 484 (27,3%)   | 475 (27,5%)   |
| Азијати           | 10 (0,6%)     | 7 (0,4%)      |
| Хиспаноамериканци | 9 (0,5%)      | 33 (1,9%)     |
| Укупно            | 1.775         | 1.728         |